# Пумененго
Пумененго (итал. Pumenengo) — коммуна в Италии, располагается в регионе Ломбардия, в провинции Бергамо.
Население составляет 1591 человек (2008 г.), плотность населения составляет 159 чел./км². Занимает площадь 10 км². Почтовый индекс — 24050. Телефонный код — 0363.
Покровителями коммуны почитаются святые апостолы Пётр и Павел, празднование 29 июня.

## Демография
Динамика населения:

## Администрация коммуны
- Официальный сайт: